# 守谷城址公園
守谷城址公園（もりやじょうしこうえん）は、茨城県守谷市本町にある公園。守谷城の城跡を中心に、守谷沼などを含む形で整備されている。

## 概要
守谷城址公園は市街地の外れに位置する。北側に北園森林公園が隣接しており、南側では守谷野鳥のみち（守谷野鳥のみち自然園）と接続している。
守谷城には平将門にまつわる伝説もあるが、歴史的には中世（鎌倉時代以後）に相馬氏によって築かれたと見られる城である。中世には内陸深くまで入り込んでいた内海あるいは湖沼地帯（小貝川・香取海参照）に突き出した台地上にあった。公園の北東に残る守谷沼（古城沼）はその残部にあたる。西側は造成されてひがし野の住宅街となっており、東側には守谷沼を干拓した田園地帯が広がっている。
守谷市の都市計画において、守谷城址・守谷沼・北園森林公園一帯とその周辺の谷津は「水と緑と歴史のふれあい拠点」と位置付けられている。また「第二次守谷市緑の基本計画」においては「守谷城址公園・守谷野鳥のみち周辺地区」は「重点地区（保全・継承エリア）」の一つに挙げられ、「守谷の緑を象徴する、身近で貴重な自然環境の継承」がその役割として掲げられている。
公園は、地域において桜（カワヅザクラとソメイヨシノ）の名所として紹介される。公園内の守谷沼はアサザやスイレンの群生地である。また、守谷城址公園近くには古代ハスの蓮池もある。

## 歴史
守谷城は戦国期には下総相馬氏が拠点とし、小田原合戦後は徳川家臣の土岐定政が1万石で入封して守谷藩を成立させているが、16世紀中には廃城となったと見られる。江戸時代には平将門が守谷城を築いたという伝説が広まり、文人墨客が訪れる名所となった。
「守谷城址」は1973年（昭和48年）に守谷町（当時）の史跡に指定されている。1990年（平成2年）、ふるさと創生事業として城址公園の整備等が決定された。1996年（平成8年）には、守谷町が選定した「もりや30景」の一つとして、「守谷沼・守谷城跡・北園森林公園と周辺の田園風景」が選出されている。
2000年代初頭に、大規模な公園整備が行われた。この時点で守谷城址や獺弁天周辺はすでに整備が行われていたが、これに加えて「水辺ゾーン」「拠点ゾーン」が整備されたことにより、現在の規模の公園となった。2004年（平成16年）に守谷城址公園が開園した。
2010年代後半には160本以上の河津桜が「里親」を募集して植栽されている。

## 施設
守谷城址公園は、「拠点ゾーン」「水辺ゾーン」「城址ゾーン」など、いくつかの「ゾーン」に分けられる。

### 拠点ゾーン
公園全体の中心的ゾーンであり、駐車場やトイレが置かれる。北園森林公園との接点ともなる。

### 水辺ゾーン
修景池や多目的広場、芝生広場など、守谷沼（古城沼）と水辺の連続性を確保した散歩道が整備されている。

### 獺弁天ゾーン
獺弁天（かわうそべんてん。「河獺弁天」などとも記される）は、内海に突き出していた台地突端部（「弁天崎」）で、かつての城址からは内海を挟んで対岸に位置する。相馬氏が守谷を居城としていた時代に、鬼門除けとしてこの場所に弁財天を勧請されたと伝承されている（平将門に由緒づける伝説もある）。「獺弁天」の名は、カワウソが住んでいたことから名づけられたとされる。
斎藤隆三『改訂増補 守谷志』（1949年）が出版された当時には、松の大木の下に小さな祠があったというが、そののちに松は枯死し、石碑のみが現地に残る。1986年（昭和61年）度に緑化推進事業により、公園として整備された。
2000年代の守谷城址公園整備に際しては獺弁天公園に新たな造成を加えず、小さな丘をそのまま残している。

### 城址ゾーン

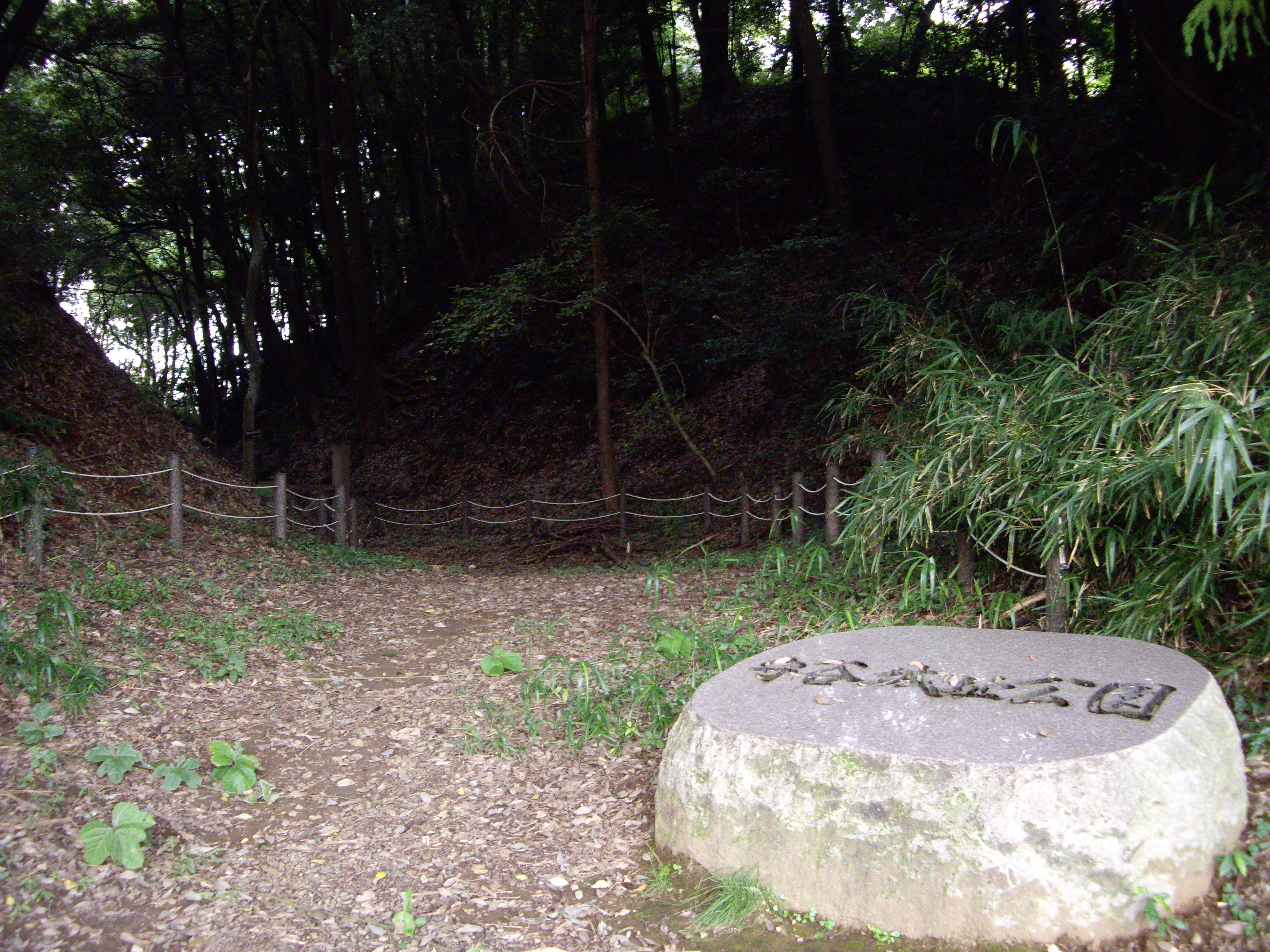
守谷城址公園（城址ゾーン）。2008年撮影

城址公園の「城址ゾーン」は、かつての守谷城の一部で、内海に突き出した半島の先端部である「城山地区」に相当する。城山地区は守谷城の最終防衛拠点となる「詰めの城」であった。「城山地区」も一部は造成などによって失われているものの、大堀切や曲輪・土塁などといった「土の城」の遺構がよく残っている。
2000年代の守谷城址公園整備に際しては現況を維持することとされ、新たな造成は加えられなかった。守谷城跡の自然の景観や地形を損なわず、城跡を生かした造りではあるが、『守谷城と下総相馬氏』は「永らく放置され荒れ果てた状態」になっていたと記しており、2020年に雑木・笹藪の伐採などの環境整理が行われ、堀切や曲輪といった遺構の明瞭な姿を見ることができるようになった。

## ドラマ・映画・CM撮影等
映像作品のロケ地としての提案も行われており、いばらきフィルムコミッションが窓口となっている。
- 春が来た（ドラマ）[要出典]